# Eyarkot
Eyarkot (nep. इयरकोट) – gaun wikas samiti w zachodniej części Nepalu w strefie Mahakali w dystrykcie Darchula. Według nepalskiego spisu powszechnego z 2001 roku liczył on 323 gospodarstw domowych i 2108 mieszkańców (1067 kobiet i 1041 mężczyzn).